# Relations entre le Bangladesh et Singapour
Les relations entre le Bangladesh et Singapour sont les relations bilatérales de la république populaire du Bangladesh et de la république de Singapour.

## Histoire
Singapour a reconnu le Bangladesh en février 1972 après l'indépendance du pays. Mustafizur Rahman est le haut-commissaire du Bangladesh à Singapour. Le président du Bangladesh, Zillur Rahman, est mort dans un hôpital de Singapour le 20 mars 2013.
Le 20 janvier 2016, Singapour a expulsé 27 ouvriers du bâtiment du Bangladesh pour avoir planifié des attaques terroristes dans ce pays. Le groupe a été décrit comme le premier groupe terroriste étranger à Singapour. Le Bangladesh a déposé des plaintes liées au terrorisme contre 14 d'entre eux. Le 3 mai 2016, huit autres travailleurs du Bangladesh ont été expulsés pour avoir des liens avec le groupe de terreur d'État islamique. Les enquêtes ont montré que le groupe, qui se réunit depuis 2013, soutenait l'idéologie du djihad armé de groupes terroristes tels qu'Al-Qaida et l'État islamique en Irak et en Syrie (ISIS).
Le 9 août 2016, le Bangladesh et Singapour ont signé un accord pour construire une centrale électrique commune. Le ministre d'État à la défense et aux affaires étrangères, Maliki Osman (en), a effectué une visite au Bangladesh du 24 au 26 octobre 2016. Il a parlé de l'amélioration des relations et de la coopération antiterroriste.

## Relations économiques
Singapour est l'un des plus grands marchés pour l'exportation de la main-d'œuvre du Bangladesh,. Singapore Airlines assure des vols au départ et à destination du Bangladesh, tandis que Biman Bangladesh Airlines assure des vols au départ et à destination de Singapour,.